# دیوان شعر بدیع‌الزمان
دیوان شعر بدیع‌الزمان یکی از آثار بدیع‌الزمان همدانی است. این دیوان مشتمل بر اشعار عربی و ملمعات است که برای نخستین بار در قاهره به سال ۱۳۲۱ هجری (۱۹۰۳ میلادی) به چاپ رسید. اشعار بدیع‌الزمان در قدرت و کمال به آثار مقامات و رسائل بدیع‌الزمان وی نمی‌رسد. با این همه اشعارش نیز خالی از لطف و دقایق ادبی نمی‌باشد. دیوان بدیع‌الزمان از معمیات و احاجی مشحون است و نیز شامل اشعاری است که در آنها بدیع‌الزمان کلمات فارسی را با عربی مخلوط کرده‌است. بدیع‌الزمان در اشعارش نیز از بکار بردن سجع و مبالغه در تشبیه و استعاره خودداری نمی‌کند و تقریباً همان شیوه‌ای را دنبال می‌کند که در رسائل و مقامات پیروی می‌نماید.

## منبع
- حریرچی، فیروز (مهر ۱۳۴۵). ماهنامه وحید (۳۴). پارامتر |عنوان= یا |title= ناموجود یا خالی (کمک)